# اسیدرا
اسیدرا (به لاتین: Skydra) یک منطقهٔ مسکونی در یونان است که در Skydra Municipality واقع شده‌است.